# دایسوکه بان
دایسوکه بان (انگلیسی: Daisuke Ban؛ زادهٔ ۵ مهٔ ۱۹۴۷) بازیگر اهل ژاپن است.
از فیلم‌ها یا برنامه‌های تلویزیونی که وی در آن نقش داشته‌است می‌توان به حلقه ۰: همزاد، مارپیچ اشاره کرد.